# Berniniella conjuncta
Berniniella conjuncta är en kvalsterart som först beskrevs av Karl Strenzke 1951.  Berniniella conjuncta ingår i släktet Berniniella och familjen Oppiidae. Inga underarter finns listade.